# Indianapolis 500: The Simulation
Indianapolis 500: The Simulation est un jeu vidéo de course automobile développé par la société américaine Papyrus Design, sorti en 1989 sur PC et en 1990 sur Amiga. Aux commandes d'une IndyCar, le joueur participe à la célèbre course des 500 miles d'Indianapolis. L'anneau de l'Indianapolis Motor Speedway constitue donc l'unique circuit du jeu. Le jeu est considéré comme l'une des simulations automobiles les plus poussées de l'époque sur ordinateurs personnels. Il implémente une gestion des dégâts, les arrêts au stand, le réglage du véhicule et une réglementation de course.

## Système de jeu
Indianapolis 500 est divisé en trois sessions : la séance d'essai libre, la qualification et la course. Le joueur pilote l'une des trois monoplaces des écuries-motoristes March-Cosworth, Lola-Buick et Penske-Chevrolet et est opposé à 32 autres concurrents (le jeu s'inspire de la véritable course de 1989). L'action est représentée depuis le baquet de la monoplace, en vue subjective. Le véhicule se contrôle de préférence à la souris.
La qualification détermine la place de départ pour la course et consiste à réaliser le meilleur temps possible sur quatre tours consécutifs. La longueur de la course est paramétrable (10, 30, 60 et 200 tours, soit 500 miles). La gestion des dégâts est désactivée dans les courses de 10 et 30 tours ainsi que la règle du drapeau jaune dans la course de 10 tours (interdiction de doubler à la suite d'un accident).
Le menu de réglage permet de modifier huit paramètres du véhicule afin d'améliorer ses performances : la quantité de carburant, la hauteur des ailerons, le type, la différence de diamètre et la pression des pneumatiques, l'angle de carrossage, la rigidité de la suspension et la longueur des rapports de la boîte de vitesses. Le réglage peut être effectué à tout moment lors de la séance d'essai mais seulement lors d'un arrêt au stand en qualification et en course. Le clavier est utilisé pour accéder aux menus de réglages du véhicule. Il est possible de sauvegarder trois configurations personnalisées.
L'option Instant Replay permet la rediffusion instantanée des vingt dernières secondes de course. Le mode propose six angles de caméra (embarqué, poursuite, piste, TV, aérienne, leader/accident), les fonctions pause, retour et avance rapide et il est possible de sauvegarder la séquence.

## Développement
Indianapolis 500 est le premier jeu de Papyrus Design, fondé en 1987 par David Kaemmer et Omar Khudari. La société s'est fait une spécialité des simulations automobiles avec les séries IndyCar 500, NASCAR Racing et le jeu Grand Prix Legends.
- Game design : David Kaemmer
- Programmation : David Kaemmer, Richard Garcia
- Musique et effets sonores : Rob Hubbard
- Graphismes, artwork : Wilfredo Aguilar

## Accueil
Indianapolis 500 a reçu des critiques enthousiastes par la presse spécialisée. Il est considéré comme une avancée dans le domaine de la simulation automobile. Le jeu est élu « prix spécial » de l'année 1989, « meilleure simulation » et « meilleur jeu 3D » de l'année 1990 par le magazine Génération 4, et « meilleure simulation sportive » de l'année 1990 par le magazine Tilt.
Les ventes du logiciel s'élèvent à 200 000 exemplaires.